# アルトパーショ
アルトパーショ（Template:Lalang-it-short）は、イタリア共和国トスカーナ州ルッカ県にある、人口約16,000人の基礎自治体（コムーネ）。

## 地理

### 位置・広がり
ルッカ県南東部に位置する。

#### 隣接コムーネ
隣接するコムーネは以下の通り。括弧内のPIはピサ県、PTはピストイア県、FIはフィレンツェ県所属を示す。
- ビエンティナ (PI)
- カパンノリ
- カステルフランコ・ディ・ソット (PI)
- キエジーナ・ウッツァネーゼ (PT)
- フチェッキオ (FI)
- モンテカルロ
- ポルカーリ

### 気候分類・地震分類
アルトパーショにおけるイタリアの気候分類 (it) および度日は、zona D, 1648 GGである。
また、イタリアの地震リスク階級 (it) では、zona 3 (sismicità bassa) に分類される。

## 姉妹都市
- El Perelló、スペイン
- サン＝ジル、フランス